# Heidi El Tabakh
Heidi El Tabakh (Alexandrië, 25 september 1986) is een tennisspeelster uit Canada. Zij is geboren in Egypte en vertegenwoordigde dat land in de Fed Cup in 2003. Sinds mei 2005 komt zij op toernooien uit voor Canada.
El Tabakh begon op haar negende met het spelen van tennis. Haar favoriete ondergrond is hardcourt en gravel. Zij speelt rechtshandig en heeft een tweehandige backhand. Zij was actief in het proftennis van medio 2002 tot in 2016. Sinds 2019 is zij captain van het Canadese Fed Cup-team.

## Posities op deWTA-ranglijst
Positie per einde seizoen:
| jaar | rang enkelspel | rang dubbelspel |
| ---- | -------------- | --------------- |
| 2002 | 1005           | 910             |
| 2003 | 733            | 650             |
| 2004 | 658            | 489             |
| 2005 | 388            | 470             |
| 2006 | 417            | 441             |
| 2007 | 466            | 333             |
| 2008 | 347            | 272             |
| 2009 | 162            | 194             |
| 2010 | 216            | 261             |
| 2011 | 283            | 416             |
| 2012 | 155            | 758             |
| 2013 | 382            | 490             |
| 2014 | 174            | 289             |
| 2015 | 368            | 341             |
| 2016 | 1180           | –               |

## Resultaten grandslamtoernooien
| Legenda | Legenda                          |
| ------- | -------------------------------- |
| g.t.    | geen toernooi gehouden           |
| l.c.    | lagere categorie                 |
| –       | niet deelgenomen                 |
| G       | uitgeschakeld in de groepsfase   |
| 1R      | uitgeschakeld in de eerste ronde |
| 2R      | uitgeschakeld in de tweede ronde |
| 3R      | uitgeschakeld in de derde ronde  |
| 4R      | uitgeschakeld in de vierde ronde |
| KF      | uitgeschakeld in de kwartfinale  |
| HF      | uitgeschakeld in de halve finale |
| F       | de finale verloren               |
| W       | het toernooi gewonnen            |
| w-v     | winst/verlies-balans             |

### Enkelspel
| toernooi        | 2010 |    | 2012 |
| --------------- | ---- | -- | ---- |
| Australian Open | –    | –  |      |
| Roland Garros   | 1R   | 1R |      |
| Wimbledon       | –    | –  |      |
| US Open         | –    | –  |      |

### Vrouwendubbelspel
geen deelname